# 福田民平
福田 民平（ふくだ みんぺい、1877年（明治10年）3月5日 - 1934年（昭和9年）3月31日）は、明治から昭和前期の農業経営者、政治家。衆議院議員。

## 経歴
山口県都濃郡福川村（福川町（第1次）、徳山市、福川町（第2次）、南陽町、新南陽市を経て現周南市）で、福田丈之進の長男として生れた。1897年（明治30年）8月、家督を相続し農業を営んだ。
1899年（明治32年）6月、所得税調査委員、1903年（明治36年）9月、都濃郡会議員となり、同参事会員も務めた。1904年（明治37年）山口県会議員に選出され、相続税審査委員も務めた。また、福川銀行頭取に在任した。
1915年（大正4年）3月の第12回衆議院議員総選挙で山口県郡部から立憲同志会所属で出馬して当選し、その後憲政会に所属して衆議院議員に1期在任した。
その他、公益事業、特に教育事業に多額の寄付を行い、1904年（明治37年）に福川尋常高等小学校建築費として1千円を、1912年（大正元年）同校附属図書館と蔵書3千冊を寄付した。

## 親族
- 妻 福田トミコ（瀧口吉良妹）[2]
- 養子 福田悌夫（衆議院議員）[7]